# Pozsegaszentpéter
Pozsegaszentpéter (horvátul: Kaptol) falu és község Horvátországban, Pozsega-Szlavónia megyében.

## Fekvése
Pozsegától 12 km-re északra, a Papuk-hegység lejtői alatt, a Pozsegai-medence szélén, a Bistra-patak partján fekszik.

## A község települései
A községhez Pozsegaszentpéteren kívül Alilovci, Bešinci, Češljakovci, Doljanovci, Golo Brdo, Komarovci, Novi Bešinci, Podgorje és Ramanovci települések tartoznak.

## Története
A régészeti leletek tanúsága szerint e terület már a történelem előtti időben benépesült. Horvát régészek (V. Vejvoda, I. Mirnik, H. Potrebica) által végzett ásatások megerősítették azt a feltételezést, hogy Pozsegaszentpéter valamikor az i. e. 7. században, a korai vaskor idején már törzsfői székhely, a hallstatti kultúra népének egyik központja volt. Erről tanúskodnak azok a halomsírok is, melyek a település közvetlen közelében, a Papuk lábánál találhatók.
A pozsegai [[Káptalan<társaskáptalant]] („Capitulum ecclesiae beati Petri de Posega”) 1221-ben Ugrin kalocsai érsek alapította és a pécsi püspökség alá rendelte. A települést 1250-ben „Terra ecclesie Sancti Petri” alakban említik először. A pápai tizedjegyzékben „Posago, Pozaga, Pozago, Pozega” neveken fordul elő. Plébániatemplomát Szent Péter tiszteletére szentelték, innen származik a település régi magyar neve. Ezt az elnevezést 1478-ban a veszprémi káptalan házi levéltárában őrzött okiratban „Canonicus de Posegazenthpether” alakban találjuk először. A horvát név nem más, mint a „káptalan” név horvát megfelelője. A pozsegai káptalan prépostja a pécsi püspökség fővikáriusa volt. Hatásköre Csernektől (Cernik) Marótig (Morović) terjedt, de területi joghatósága kiterjedt a Száva és a Dráva közére, valamint Diakovárra és Zágrábra is. Feladata az okiratok őrzése, hiteles másolatok kiadása, valamint a leendő birtokosok birtokjogaikba való beiktatása. Hiteleshelyként („locus credebilis”) is működött, a tevékenységét pedig a király és a királyi ítélőszék rendelkezései alapján folytatta. Egy káptalan általában 10 kanonokot számlált, de egyesek megállapítása szerint a pozsegaszentpéteri káptalannak a török hódítás előtt 26 tagja volt. A káptalan élén a prépost állt, akinek munkáját a lektor (olvasókanonok), a kántor (éneklőkanonok), a custos (őrkanonok) és a többi kanonok segítette, akik között volt egy magiszter, egy praebendár (a kanonoki javak intézője), egy koralista (kórusigazgató kanonok) és egy altarista (oltárigazgató kanonok). Bizonyosra vehető, hogy a káptalan mellett a középkorban iskola is működött, mert 1311-ben Teophil kanonokot a „puerlector ecclesiae nostrae” címmel illetik. Pozsegaszentpéter a középkorban jelentékeny mezőváros volt vásártartási joggal, melyet Szent Péter ünnepén tarthatott.
Bizonyos, hogy a káptalan épületeit már igen korán megerődítették. Ennek korai formája valószínűleg cölöpfal, ún. paliszád volt, mely az egész települést körbevette. A kőfalakat csak a 15. század végén kezdték kiépíteni. A legújabb kutatások alapján a településen már a kezdetek óta állt a prépostnak egy külön erőssége, melynek alapfalait nemrég sikerült feltárni. A hatszögletű váron belül helyezkedett el a késő gótikus-reneszánsz kastély, a kanonokok helyiségei, a préposti palota, a tanácsterem és a gótikus Szent Péter templom. A települést Pozsega várával egyidejűleg 1537. január 15-én foglalta el a török. Levéltárát előbb Pécsre, majd a Felvidékre menekítették. (Később Budapestre szállították, majd 1960-ban visszaadták Horvátországnak.) A várban, melyet átépítettek török helyőrség állomásozott. A megmaradt keresztény lakosságnak megengedték, hogy fából egy kisebb templomot emelhessenek, melynek helyére 1765-ben aztán a mai Szent Péter Pál plébániatemplomot építették. A keresztény hívek lelki gondozását a velikei ferences kolostor szerzetesei látták el.
A török kiűzése (1687.) után a 17. század végén az udvari kamara birtoka lett, melytől a várat és az uradalmat Feketich Péter (Petar Crnković) kanonok vásárolta meg az egyház számára, hogy ide helyezzék a még török megszállás alatt álló szerémségi püspökség székhelyét. Egészen az 1770-es évekig volt itt a püspökség székhelye, mely rövidesen építkezésekbe kezdett. Az 1733-ban felszentelt Szörényi László püspök nagyméretű, barokk palotát építtetett ide. 1764-ben megnyílt az első triviális iskola. Paksy János püspök 1765-ben felépítette a Szent Péter és Pál apostolok tiszteletére szentelt püspöki székesegyházat. 1773-ban a szerémi püspökséget a boszniai püspökséggel egyesítették, ezzel a település megszűnt püspöki székhely lenni. Az új székhely Diakovár lett. Pozsegaszentpéter kisebb uradalomként a diakovári székeskáptalan kanonokjának irányítása alá került egészen 1877-ig. Ekkor a várat uradalmával együtt Attems Antal gróf vette meg, amivel megkezdődött a vár tényleges tönkremenetele. A vár épületeit az uradalom gazdasági szükségleteinek megfelelően alakították át, a barokk templomból pedig magtárat építettek. A vár a 20. századra teljesen lakatlanná vált és az enyészetnek engedték át.
A település 1698-ban már „Kaptol” néven 35 portával szerepel a török uralom alól felszabadított szlavóniai települések összeírásában. 1760-ban 60 ház állt a településen.
Az első katonai felmérés térképén „Dorf Captol”néven látható. Lipszky János 1808-ban Budán kiadott repertóriumában „Kaptol” néven szerepel. Nagy Lajos 1829-ben kiadott művében „Kaptol” néven 92 házzal és 859 katolikus vallású lakossal az oppidumok között találjuk. A diakovári káptalan javaslatára, II. Ferenc császár 1800. június 27-én visszaállította a település ősi jogait és Kaptol falut mezővárossá nyilvánította, a Péter napi éves vásártartási joggal.
Az első cseh nyelvű lakosság 1865-ben érkezett a településre, ezután a század végén és a 20. század elején számos cseh család települt át, amivel a pozsegai vidék cseh nemzetiségi központjává vált. A csehek megalapították saját egyesületüket és iskolájukat. A kaptoli birtok a 19. és 20. század fordulóján Riese Antal báró, majd Podmaniczky Aurelia bárónő tulajdona, utolsó tulajdonosai pedig egy kutjevói bárói és vállalkozói család sarjai a Turković testvérek voltak. Ezután a bródi jószágigazgatóság vásárolta meg a birtokot, melyet a második világháború után 1945-ben államosítottak. A vár és a püspökség által emelt épületek még 1943-ban a világháború során leégtek. A háborús károk a település fejlődésének további megtorpanásához vezettek. A gazdasági fejlődésben a fordulatot csak az 1980-as évek hoztak, melyet főként a mezőgazdaság fejlődése eredményezett. 1993-ban Kaptol újra visszakapta korábbi önállóságát és községközpont lett.
1857-ben 649, 1910-ben 1090 lakosa volt. 1910-ben a népszámlálás adatai szerint lakosságának 41%-a cseh, 36%-a horvát, 11%-a német, 5%-a magyar anyanyelvű volt. Pozsega vármegye Pozsegai járásának része volt. Az első világháború után 1918-ban az új szerb-horvát-szlovén állam, majd később (1929-ben) Jugoszlávia része lett. 1991-ben lakosságának 89%-a horvát, 7%-a cseh nemzetiségű volt. A településnek 2011-ben 1409, a községnek összesen 3472 lakosa volt.

## Lakossága
| Lakosság változása | Lakosság változása | Lakosság változása | Lakosság változása | Lakosság változása | Lakosság változása | Lakosság változása | Lakosság változása | Lakosság változása | Lakosság változása | Lakosság változása | Lakosság változása | Lakosság változása | Lakosság változása | Lakosság változása | Lakosság változása | Lakosság változása |
| ------------------ | ------------------ | ------------------ | ------------------ | ------------------ | ------------------ | ------------------ | ------------------ | ------------------ | ------------------ | ------------------ | ------------------ | ------------------ | ------------------ | ------------------ | ------------------ | ------------------ |
| 1857               | 1869               | 1880               | 1890               | 1900               | 1910               | 1921               | 1931               | 1948               | 1953               | 1961               | 1971               | 1981               | 1991               | 2001               | 2011               | 2021               |
| 649                | 604                | 673                | 891                | 1.040              | 1.090              | 1.099              | 1.185              | 1.113              | 1.163              | 1.298              | 1.346              | 1.293              | 1.361              | 1.570              | 1.409              | 2.605              |

## Gazdaság
A község legnagyobb része a Papuk napsütötte déli lejtőin fekszik, széles kilátással az egész Pozsegai-medencére. A terület vizekben meglehetősen gazdag. A Papuk-hegységnek ez a része erdővel sűrűn borított, így nagyon kedvező a téli és a vadászturizmus számára. A hegyek aljában gyümölcsültetvények, szőlőskertek és más növénykultúrák találhatók. Erre a halad a közeli Kutjevóból jövő borút. E terület közepét szeli át a nyugat-keleti irányú ún. „zelena magistrala” azaz zöld főút, mely a megye több községközpontját köti össze. A helyi gazdaság fő ágazata ma is a mezőgazdaság. Mellette számos családi kisvállalkozás működik a község területén. 2003-ban megalakult a szőlészek, borászok és gyümölcstermesztők helyi egyesülete (rövidítve VINO-KAP), mely a szőlészet, borászat és gyümölcstermesztés kérdéseivel, gondjaival foglalkozik és sikerrel rendezi meg a helyi borászati fesztivált. Az egyesület ma 155 tagot számlál.

## Nevezetességei
- Pozsegaszentpéter vára[9] a település közepén, a főtér északi oldalán található. A legjobban fennmaradt szlavóniai középkori várak egyike. A középkori vár két részből állt: A külső vagy káptalani vár egy megerősített káptalani település volt, melynek nagyobb részét káptalani és másféle kúriák alkották. A ma is látható vár belső vagy préposti vár volt. Benne állt a préposti palota, a káptalan tanácsterme, valamint a gótikus Szent Péter plébániatemplom. Az egykor mély árokkal övezett várba délről, az egykori felvonóhídból átalakított hídon és egy négyszögletes kaputornyon keresztül lehet bejutni. A vár szabálytalan hatszög alaprajzú, melynek négy sarkát kerek, lőréses tornyok védték. Ezekből három ma is áll. Északnyugati részébe az egykori Szent Péter templom helyén a 18. században építették fel a Szent György templomot, mely ma raktárként működik. Tornya messze magasodik a ma is tekintélyes magasságú várfalak fölé. A 18. században nagy átalakításokat végeztek a vár többi részén is. A közepén álló a várkastélyt úgy újították fel, hogy részben kastély jelleget kapott. A várkastély déli részén lakóhelyiségeket alakítottak ki és ezen rendeltetése miatt hozzá is építettek és át is alakították. A 19. században már csak a várkastély keleti része volt ép, a nyugati rész már romos volt. 1943-ban az egész tetőszerkezet leégett és az épületeket végleg elhagyták. A Szent György templomot nemrég felújították.
- Szent Péter és Pál apostolok tiszteletére szentelt temploma[10] 1765-ben épült későbarokk stílusban. 1773-ig ideiglenesen a szerémi püspökség székesegyháza volt. Egyhajós épület kerekített szentéllyel, melyhez emeletes sekrestye csatlakozik. A harangtornyot a főhomlokzatba illesztették. A főhomlokzatot lizénák tagolták, melyek között félköríves záródású ablaknyílások vannak, felül pedig hullámos attika díszíti. A négyszögletes harangtornyot sarkain lizénák határolják. A templomhajó fala a szentély irányában homorúan ívelt, felül két baldachinos boltozat fedi. A berendezés a klasszicista szószékkel, a két rokokó és a két klasszicista gyóntatószékkel, a padokkal és a kő keresztelőmedencével döntően 19. századi.
- A plébániaház[11] a 18. század végén és a 19. század elején, egyszerű négyszög alaprajzú, emeletes épületként épült. Az utca felőli homlokzatot a földszinten kettő, az emeleten három egyszerű ablaknyílás tagolja. Az udvar felőli homlokzat a földszinten félig nyitott tornác, melyből az épület földszinti részére vezet a bejárat. Az emelet ablaknyílásai a tornácnyílások felett helyezkednek el.
- A település felett a Papuk-hegységben fekvő Gradci régészeti lelőhely[12] feltárását 1975-ben kezdték meg a szakemberek, majd az ásatások 2001-től folytatódtak. A feltárás során 14 darab, a hallstatti kultúrához tartozó halomsírt, a temetőtől északra fekvő területen hallstatti házak maradványait, valamint a latén kultúrához tartozó cseréptöredéket dokumentáltak. A jelentősebb leletek között említésre méltó egy kerámia kernosz és egy vas harci szekerce. Különösen gazdag volt a 6-os számú törzsfői, vagy fejedelmi halomsír, melyben fegyvereket, bronz és vas ékszereket, fémből készült ruha és lószerszámvereteket, kerámia és bronz edényeket találtak. Újkőkori település létezését bizonyították a 2-es számú halomsír feltöltéséből előkerült cseréptöredékek és kőszekerce. A Čemernice[13] nevű régészeti lelőhely 14 kora vaskori halomsírjából kiemelkedik két törzsfői, vagy fejedelmi halomsír harci eszközökben gazdag leleteivel. 2007-ben és 2009-ben újabb feltárások történtek a területen. Ennek során a 3-as számú halomsírban a starčevoi kultúra leletei kerültek elő, a lelőhely tágabb körzetében pedig a középső bronzkori belegiši kultúra településének nyomaira bukkantak.

## Kultúra
A KUD „Ivo Čakalić” kulturális és művészeti egyesületet 2009-ben alapították. Nevét Ivo Čakalić népi költőről kapta, aki a Kaptol melletti Doljanovac népi hagyományait, értékeit gyűjtötte. Az egyesület névadójához méltóan gyűjti és ápolja a község népi kulturáját. Évente megrendezik a „Šokačko se kolo vije” nevű folklórszemlét.
Közvetlenül a várkastély keleti oldalánál elfutó utca jobb oldalán található a cseh nemzetiség kultúrháza, amire ez a tény cseh nyelven van feliratozva. A Česka Beseda cseh kulturális és művelődési egyesületet 1923. január 25-én alapították.

## Oktatás
A község elemi iskolája a helyi születésű Vilim Korajac (1839-1899) író nevét viseli. A cseh nemzeti kisebbségnek külön iskolája működik a településen.

## Sport
Az NK Kaptol labdarúgóklubot 1938-ban alapították, labdarúgócsapata a megyei első ligában szerepel.